# Danny van Poppel
Pour les articles homonymes, voir van Poppel.
Danny van Poppel, né le 26 juillet 1993 à Tilbourg, est un coureur cycliste néerlandais. Spécialiste du sprint, il a notamment gagné une étape du Tour d'Espagne 2015. 

## Biographie

### Débuts cyclistes et carrière chez les amateurs

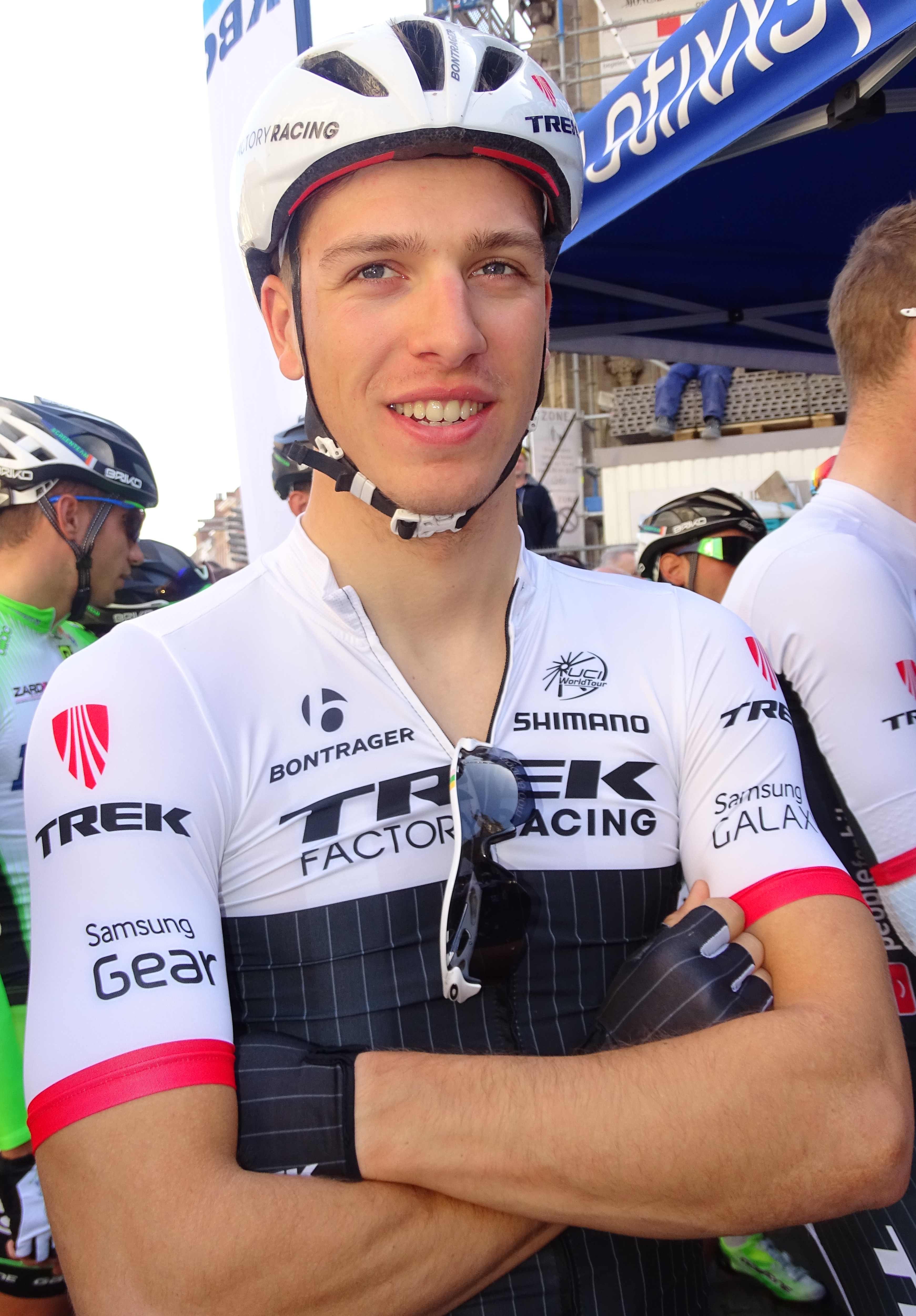
Van Poppel au départ de la Flèche brabançonne 2015 à Louvain.

Danny van Poppel est le fils de Leontine van der Lienden, trois fois championne des Pays-Bas de cyclisme sur route et participante des Jeux olympiques de 1984, et Jean-Paul van Poppel, cycliste professionnel de 1985 à 1995. Son jeune frère de Boy van Poppel et son cousin Bram Welten sont également coureurs professionnels.
En 2012, il passe en catégorie espoirs (moins de 23 ans) et intègre l'équipe Rabobank Continental, réserve de l'équipe professionnelle Rabobank. Avec cette équipe, il gagne trois étapes du Tour de Thuringe et une étape du Tour de León. Sélectionné en équipe des Pays-Bas espoirs, il dispute le Tour de l'Avenir. Quatrième du prologue, il est ensuite deuxième de la deuxième étape derrière son coéquipier Moreno Hofland. En septembre, il participe aux championnats du monde sur route dans le Limbourg néerlandais. Il prend la trentième place du nouveau championnat du monde du contre-la-montre par équipes de marque avec ses coéquipiers de l'équipe Rabobank Continental. Il est ensuite 90e de la course des moins de 23 ans.

### 2013: débuts chez les professionnels

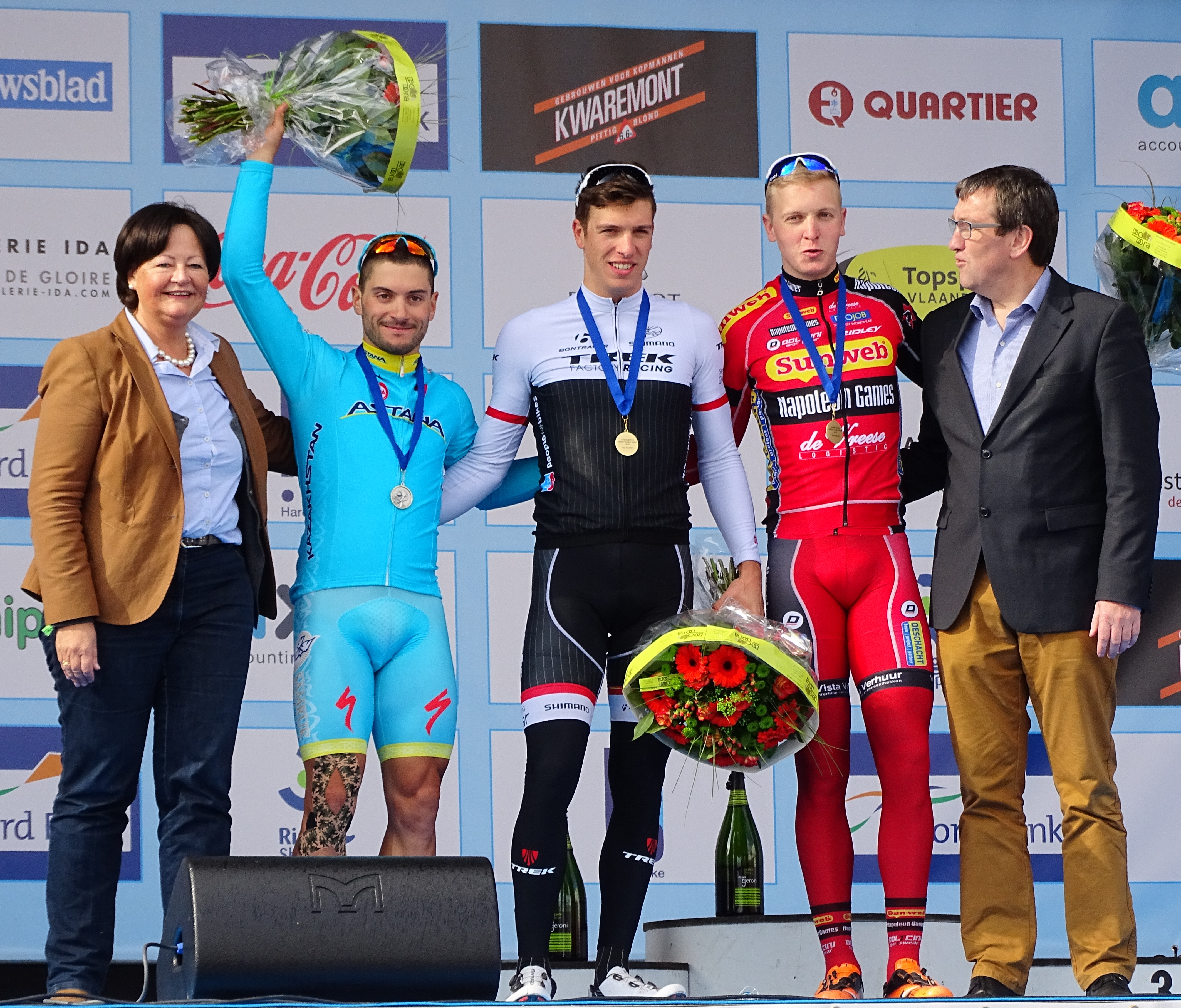
Podium de E3 Sprint Challenge, course d'attente du Grand Prix E3 2015 : Andrea Guardini (2e), Danny van Poppel (1er) et Tim Merlier (3e).

Danny van Poppel devient coureur professionnel en 2013 au sein de l'équipe néerlandaise Vacansoleil-DCM, qui recrute également son frère Boy van Poppel, et au sein de laquelle leur père Jean-Paul est directeur sportif. Il obtient plusieurs places d'honneur durant ses premiers mois : troisième de la Handzame Classic, cinquième du Tour de Drenthe, deuxième du prologue du Tour de Luxembourg. 
En juillet, il dispute son premier Tour de France. N'ayant pas encore vingt ans, il est le plus jeune participant de la « grande boucle » depuis 1947. Sur ce Tour, il est notamment troisième de la première étape avant d'arrêter la course au terme des deux premières semaines.

### 2014-2015: Trek Factory Racing
Le 8 mars 2014, alors sous les couleurs de l'équipe Trek Factory Racing, Danny van Poppel signe son premier succès en tant que coureur professionnel, à l'occasion de la première étape des Trois Jours de Flandre-Occidentale. Trois mois plus tard, c'est dans l'exercice chronométré que le sprinteur se distingue, lors du prologue du Tour de Luxembourg. 
Sa seconde expérience sur le Tour de France se solde toutefois par un nouvel abandon, et Boy van Poppel court toujours après sa première grande victoire. 
C'est en 2015 que cette dernière est arrivée. Après avoir levé les bras à trois reprises durant sa deuxième saison chez Trek, sur des épreuves continentales, Danny van Poppel s'adjuge la douzième étape du Tour d'Espagne. Il ne se voit cependant pas proposer de nouveau contrat par Trek, contrairement à son frère, et affirme avoir perdu la confiance de l'équipe. Il s'engage pour la saison suivante avec Sky.

### 2016-2017: Sky
Fin 2015, l'équipe Sky voit en Danny van Poppel un jeune talent qu'elle compte aligner sur les classiques. Sous les couleurs de la formation britannique, Van Poppel remporte une étape du Tour de Yorkshire, qui sera confirmée par la suite par trois nouveaux succès, au Tour de Burgos et à l'Arctic Race of Norway.
En 2017, Danny van Poppel gagne une première victoire en début d'année, au prologue du Herald Sun Tour. Il reste ensuite plusieurs mois sans succès. Ce n'est qu'en septembre qu'il parvient à décrocher une première victoire en World Tour avec Sky, à l'occasion de la cinquième étape du Tour de Pologne. Il est sélectionné pour le championnat du monde sur route, à Bergen en Norvège, en remplacement de Dylan van Baarle, blessé. En fin de saison, Danny van Poppel signe un contrat de deux années avec l'équipe néerlandaise Lotto NL-Jumbo, dont il sera l'un des deux sprinteurs, avec Dylan Groenewegen, et où il espère bien figurer dans les classiques. 

### 2018-2019: deux saisons irrégulières chez Jumbo
Il commence la saison 2018 avec une victoire d'étape au Tour de la Communauté valencienne. Après avoir échoué à remporter une étape sur le Tour d'Italie, il s'impose sur Halle-Ingooigem en Belgique, puis termine deuxième du championnat des Pays-Bas sur route derrière Mathieu van der Poel. À la fin de la saison, il remporte une autre course d'un jour, Binche-Chimay-Binche.
Il ne décroche aucune victoire en 2019. Son meilleur résultat est une cinquième place sur Gand-Wevelgem.

### 2020-2021: chez Wanty Gobert
Danny van Poppel rejoint en 2020 l'équipe ProTeam Circus-Wanty Gobert, qui deviendra en 2021 une équipe World Tour sous le nom d'Intermarché-Wanty-Gobert Matériaux. Fin août, il se classe onzième de la Brussels Cycling Classic et gagne la Gooikse Pijl le mois suivant. 
En 2021, il remporte l'Egmont Cycling Race, ainsi que Binche-Chimay-Binche pour la deuxième fois de sa carrière. Outre ses deux succès, il réalise globalement la meilleure saison de sa carrière avec 12 podiums et 28 tops 10, terminant pour la première fois dans les 30 premiers au classement mondial UCI.

### Depuis 2022: chez Bora
En 2022, Danny van Poppel rejoint l'équipe allemande Bora-Hansgrohe, où il est recruté comme poisson-pilote pour le sprinteur Sam Bennett. Il peut également jouer sa carte sur certaines courses, ce qui lui permet de décrocher trois podiums, ainsi que de terminer quatrième du championnat d'Europe sur route et cinquième d'Eschborn-Francfort.
En 2023, il remporte le Tour de Cologne, avant de participer au Tour de France. Le 20 août, il passe tout près de remporter sa première classique World Tour lors de la Bemer Cyclassics, où il est seulement battu par Mads Pedersen. Il termine ensuite troisième au classement général du Tour d'Allemagne. À la fin de l'année, il remporte la sixième étape du Tour de Grande-Bretagne. 
Lors de la saison 2024, il participe à deux grands tours, dont le Tour d'Italie où il est désigné comme sprinteur de l'équipe, mais ne décroche aucun podium. Il ne gagne aucune course cette année et ses meilleurs résultats sont deuxième du Tour d'Allemagne et troisième de la Classic Bruges-La Panne.

## Palmarès sur route et classements mondiaux

### Palmarès amateur
- 2008

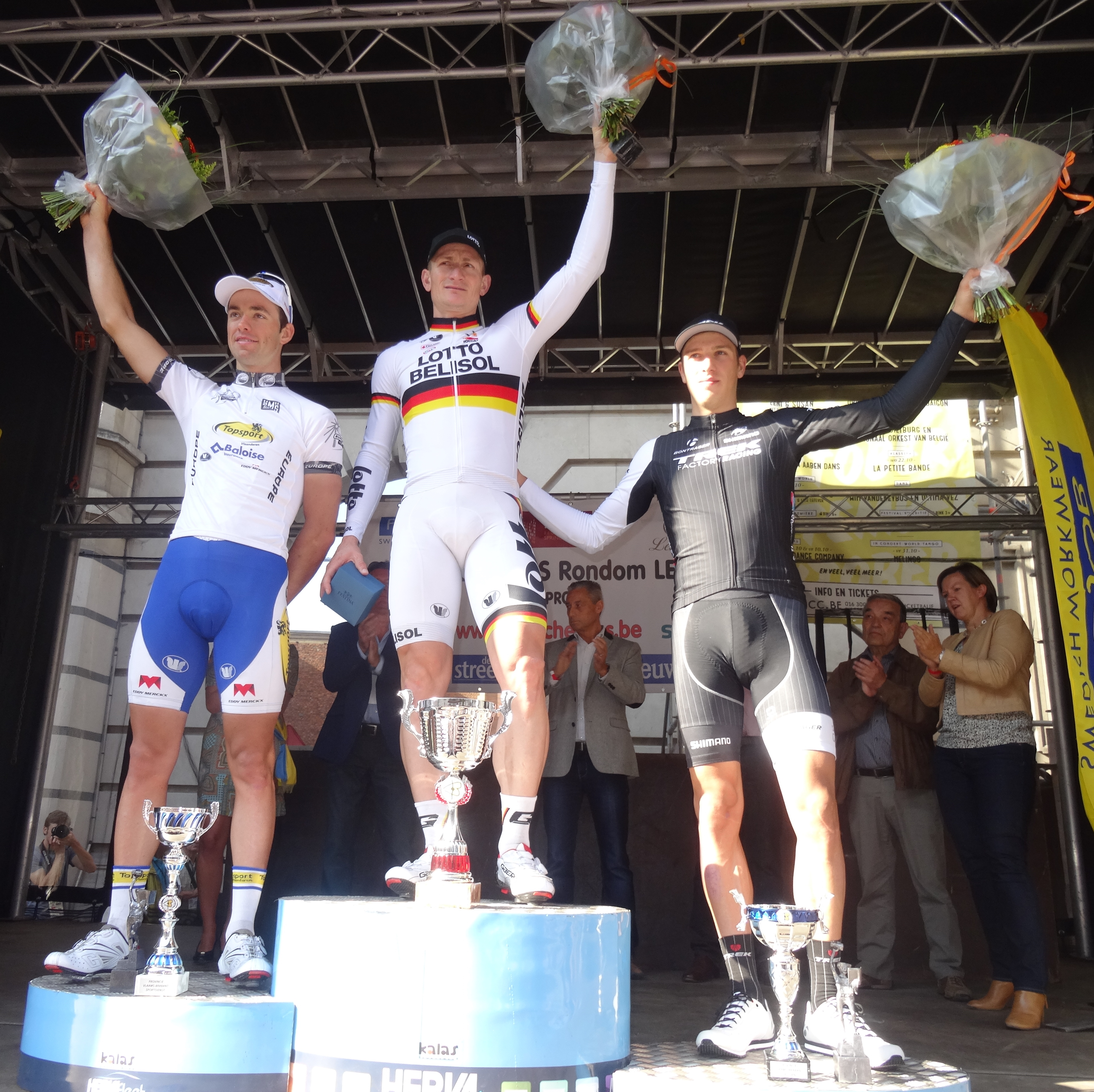
Podium de l'édition 2014 du Grand Prix Jef Scherens : Tom Van Asbroeck (2e), André Greipel (1er) et Danny van Poppel (3e).

  - 3e du championnat des Pays-Bas sur route cadets
- 2009
  - Circuit Het Nieuwsblad débutants
  - 2e du championnat des Pays-Bas du contre-la-montre cadets
- 2010
  - 1re étape de la Course de la Paix juniors
  - Trois Jours d'Axel :
    - Classement général
    - 4e étape

  - Acht van Bladel
  - 2ea étape (contres-la-montre par équipes) de Liège-La Gleize
  - 2e du Grand Prix Bati-Metallo
  - 3e de la Ster van Zuid-Limburg
- 2011
  - 3e étape de la Ster van Zuid-Limburg
  - 5e étape de la Course de la Paix juniors
  - 4e étape des Trois Jours d'Axel
  - 2e des Trois Jours d'Axel
  - 3e du championnat des Pays-Bas du contre-la-montre juniors
- 2012
  - Prologue (contres-la-montre par équipes),1re et 4e étapes du Tour de Thuringe
  - 1re étape du Tour de León
  - 2e de l'Istrian Spring Trophy

### Palmarès professionnel
- 2013
  - 3e de la Handzame Classic

- 2014

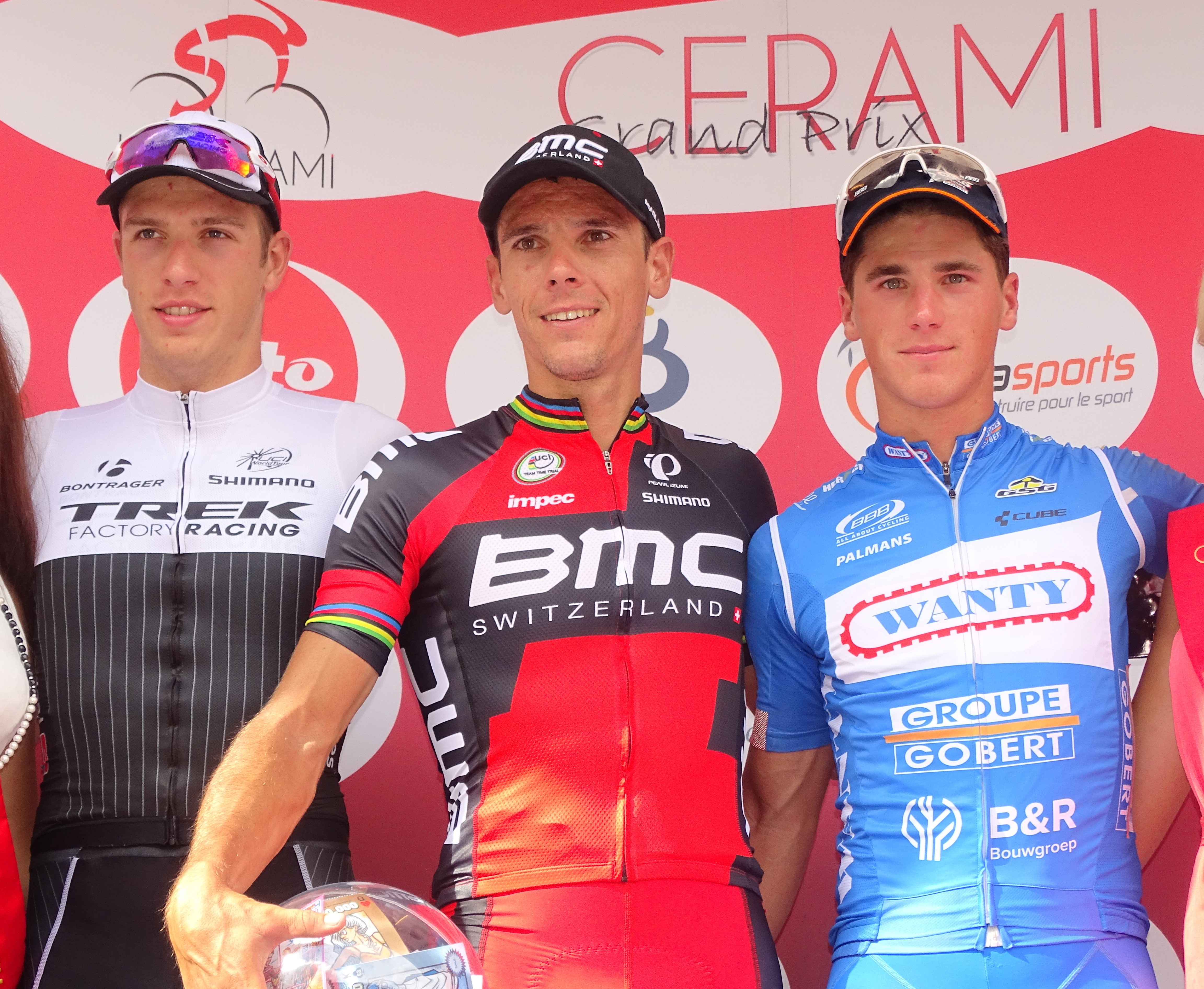
Podium de l'édition 2015 du Grand Prix Pino Cerami : Danny van Poppel (2e), Philippe Gilbert (1er) et Tom Devriendt (3e).

  - 1re étape des Trois Jours de Flandre-Occidentale
  - Prologue du Tour de Luxembourg
  - 3e du Grand Prix de l'Escaut
  - 3e du Grand Prix Jef Scherens
- 2015
  - 2e étape des Trois Jours de Flandre-Occidentale
  - 2e et 5e étapes du Tour de Wallonie
  - 12e étape du Tour d'Espagne
  - 2e du Grand Prix Pino Cerami
  - 3e du championnat des Pays-Bas sur route
  - 3e du Grand Prix Jean-Pierre Monseré
- 2016
  - 2e étape du Tour de Yorkshire
  - 1re et 3e étapes du Tour de Burgos
  - 2e étape de l'Arctic Race of Norway
- 2017
  - Prologue du Herald Sun Tour
  - 5e étape du Tour de Pologne
- 2018
  - 1re étape du Tour de la Communauté valencienne
  - Halle-Ingooigem
  - Binche-Chimay-Binche
  - 2e de la Clásica de Almería
  - 2e du championnat des Pays-Bas sur route
  - 3e de la Famenne Ardenne Classic
- 2019
  - 5e de Gand-Wevelgem
  - 7e d'À travers les Flandres
- 2020
  - Gooikse Pijl
  - 3e de Paris-Chauny
- 2021
  - Egmont Cycling Race
  - Binche-Chimay-Binche/Mémorial Frank Vandenbroucke
  - 2e d'À travers le Hageland
  - 2e de la Gooikse Pijl
  - 3e de la Marcel Kint Classic
  - 3e de la Coupe de Belgique
- 2022
  - 2e du Grand Prix de l'Escaut
  - 2e du Tour de Cologne
  - 3e du Tour du Limbourg
  - 4e du championnat d'Europe sur route
  - 5e d'Eschborn-Francfort
- 2023
  - Tour de Cologne
  - 6e étape du Tour de Grande-Bretagne
  - 2e de la Bemer Cyclassics
  - 3e du Tour d'Allemagne
  - 9e de Gand-Wevelgem
- 2024
  - 2e du Tour d'Allemagne
  - 3e de la Classic Bruges-La Panne
- 2025
  -  Champion des Pays-Bas sur route
  - 1re et 2e étapes du Tour de Hongrie
  - 5e de la ADAC Cyclassics Hamburg

### Résultats sur les grands tours

#### Tour de France
7 participations
- 2013 : non-partant (16e étape)
- 2014 : abandon (7e étape)
- 2021 : 120e
- 2022 : 109e
- 2023 : 116e
- 2024 : 120e
- 2025 : non-partant (17e étape)

#### Tour d'Italie
2 participations
- 2018 : 121e
- 2024 : non partant (16e étape)

#### Tour d'Espagne
3 participations
- 2015 : 141e, vainqueur de la 12e étape
- 2018 : 132e
- 2022 : 121e

### Classements mondiaux
| Année                                 | 2012 | 2013 | 2014 | 2015 | 2016 | 2017  | 2018 | 2019 | 2020 | 2021 | 2022 | 2023 | 2024 |
| ------------------------------------- | ---- | ---- | ---- | ---- | ---- | ----- | ---- | ---- | ---- | ---- | ---- | ---- | ---- |
| UCI World Tour                        |      | 165e | nc   | 107e | 89e  | 153e  | 131e |      |      |      |      |      |      |
| Classement mondial                    |      |      |      |      | 126e | 442e  | 83e  | 180e | 98e  | 30e  | 76e  | 80e  | 134e |
| UCI Europe Tour                       | 132e |      |      |      | 181e | 1032e | 18e  | 147e | 82e  | 26e  | 64e  | 66e  | 108e |
| UCI America Tour                      | nc   |      |      |      | 352e | nc    | nc   |      |      |      |      |      |      |
|                                       |      |      |      |      |      |       |      |      |      |      |      |      |      |
| Légende : nc = non classéSource : UCI |      |      |      |      |      |       |      |      |      |      |      |      |      |

## Palmarès en cyclo-cross
- 2007-2008
  - 2e du championnat des Pays-Bas de cyclo-cross débutants
- 2008-2009
  -  Champion des Pays-Bas de cyclo-cross débutants
- 2009-2010
  - 9e de la Coupe du monde juniors
- 2010-2011
  -  Champion des Pays-Bas de cyclo-cross juniors
  - Superprestige juniors #6, Diegem
  - Trophée GvA juniors #2 - Koppenbergcross, Audenarde
  - Trophée GvA juniors #5 - Azencross, Loenhout
  - 7e de la Coupe du monde juniors